# The Afterman: Ascension
The Afterman: Ascension è il sesto album discografico in studio del gruppo musicale progressive rock Coheed and Cambria, pubblicato nel 2012.

## Tracce
1. The Hollow – 2:11
2. Key Entity Extraction I: Domino the Destitute – 7:51
3. The Afterman – 3:11
4. Mothers of Men – 4:11
5. Goodnight, Fair Lady – 3:23
6. Key Entity Extraction II: Holly Wood the Cracked – 3:26
7. Key Entity Extraction III: Vic the Butcher – 5:47
8. Key Entity Extraction IV: Evagria the Faithful – 6:22
9. Subtraction – 3:07

## Formazione
- Claudio Sanchez - voce, chitarra, piano
- Travis Stever - chitarra, cori
- Josh Eppard - batteria, percussioni, tastiere
- Zach Cooper - basso